# هيبى
هيبى (بالصينية: 鹤壁市 )‏ هي مدينة على مستوى محافظة، في جمهورية الصين الشعبية، تتبع خنان، تبلغ مساحتها 2,299 كيلومتر مربع، رمزها البريدي هو 458000.

## الموقع
تشترك في الحدود مع:
- شينشيانغ.

## التقسيمات الإدارية
- Heshan, Hebi [الإنجليزية]‏
- Shancheng, Hebi [الإنجليزية]‏
- Qibin, Hebi [الإنجليزية]‏
- Xun County [الإنجليزية]‏
- مقاطعة تشي (هيبي).